# Ayanleh Souleiman
Hassan Ayanleh Souleiman (arabisch أيانله سليمان; * 3. Dezember 1992 in Dschibuti) ist ein dschibutischer Mittelstreckenläufer, der sich auf die 800- und 1500-Meter-Distanz spezialisiert hat.

## Sportliche Laufbahn
Erste internationale Erfahrungen sammelte Ayanleh Souleiman 2009 bei den Jugendweltmeisterschaften in Brixen, bei denen er im 3000-Meter-Lauf mit 8:31,83 min in der Vorrunde ausschied. Anschließend nahm er über 1500 Meter an den Spielen der Frankophonie in Beirut teil und erreichte dort in 3:57,40 min den zehnten Platz. 2011 belegte er bei den Juniorenafrikameisterschaften in Gaborone in 3:46,51 min den neunten Platz im 1500-Meter-Lauf und schied über 800 Meter mit 1:51,78 min in der ersten Runde aus. Anschließend nahm er erstmals an den Afrikaspielen in Maputo teil und belegte dort in 3:44,77 min den sechsten Platz über 1500 Meter, ehe er bei den Panarabischen Spielen in Doha in 3:34,32 min die Goldmedaille gewann. 2012 belegte er bei den Hallenweltmeisterschaften in Istanbul in 3:47,35 min den fünften Platz und gewann bei den Afrikameisterschaften in Porto-Novo in 3:36,34 min die Silbermedaille hinter dem Kenianer Caleb Ndiku. Souleiman gehörte dem Aufgebot der dschibutischen Mannschaft für die Olympischen Spiele in London an, trat dort aber kurzfristig nicht an.
2013 siegte Souleiman bei den Arabischen Meisterschaften in Doha in 3:39,44 min über 1500 Meter und nahm anschließend erstmals an den Weltmeisterschaften in Moskau teil. Dort erreichte er über 1500 Meter das Halbfinale, in dem er mit 3:37,69 min ausschied. Er nahm aber auch im 800-Meter-Lauf teil und erreichte dort das Finale, in dem er überraschend mit 1:43,76 min die Bronzemedaille hinter dem Äthiopier Mohammed Aman und Nick Symmonds aus den Vereinigten Staaten. Daraufhin siegte er bei den Spielen der Frankophonie in Nizza über 1500 Meter in 3:57,35 min. Im Jahr darauf gelangte er bei den Hallenweltmeisterschaften im polnischen Sopot bis in das Finale und siegte in 3:37,52 min. Während der Freiluftsaison steigerte er sich über 1500 Meter weiter und lief beim Herculis in Monaco auf 3:29,58 min. Anschließend siegte er bei den Afrikameisterschaften in Marrakesch in 3:42,49 min. Zudem wurde er für den Continentalcup ebendort nominiert und gelangte siegte dort ebenfalls in 3:48,91 min.
2015 siegte er bei den Arabischen Meisterschaften in Madinat Isa im 5000-Meter-Lauf in 13:17,97 min und im Juli steigerte er sich bei einem dritten Platz in Monaco über 800 Meter auf 1:42,97 min. Bei den Weltmeisterschaften in Peking nahm er über 1500 Meter teil, konnte dort aber seinen Vorlauf nicht beenden. Im Jahr darauf verbesserte er in Stockholm den Hallenweltrekord über die selten gelaufene Distanz von 1000 Metern auf 2:13,20 min, wobei er die alte Bestmarke des Dänen Wilson Kipketer von 2:14,96 min über eine Sekunde verbesserte. belegte er bei den Hallenweltmeisterschaften in Portland in 3:53,69 min den neunten Platz. Bei den Olympischen Spielen in Rio de Janeiro trat er sowohl über 800 als auch über 1500 Meter an. Über 800 Meter schied er mit 1:45,19 min im Halbfinale aus und wurde über die längere Distanz in 3:50,29 min im Finale Vierter. In der Saison 2017 bestritt Souleiman vergleichsweise wenige Wettkämpfe und schied bei den Weltmeisterschaften in London mit 3:46,64 min im Vorlauf aus.
2018 nahm er ein weiteres Mal an den Afrikameisterschaften in Asaba teil und belegte dort in 3:37,18 min den vierten Platz. Im Jahr darauf siegte er bei den Arabischen Meisterschaften in Kairo in 3:43,84 min und gewann anschließend bei den Afrikaspielen in Rabat in 3:38,44 min die Silbermedaille hinter dem Kenianer George Manangoi. Damit qualifizierte er sich erneut für die Weltmeisterschaften in Doha, bei denen er diesmal mit 3:42,23 min im Halbfinale ausschied. 2021 erreichte er bei den Olympischen Spielen in Tokio das Halbfinale über 1500 m und konnte dort sein Rennen nicht beenden.
2013 sicherte sich Souleiman die Gesamtwertung der IAAF Diamond League über 1500 Meter.

## Persönliche Bestzeiten
- 800 Meter: 1:42,97 min, 17. Juni 2015 in Monaco (Landesrekord)
- 1000 Meter 2:13,49 min, 25. August 2016 in Lausanne (Landesrekord)
  - 1000 Meter (Halle): 2:13,20 min, 17. Februar 2016 in Stockholm (Weltrekord)
- 1500 Meter: 3:29,58 min, 18. Juli 2014 in Monaco (Landesrekord)
  - 1500 Meter (Halle): 3:35,2 min, 6. Februar 2014 in Stockholm (Landesrekord)
- 1 Meile: 3:47,32 min, 31. Mai 2014 in Eugene (Landesrekord)
- 3000 Meter: 7:42,22 min, 11. Mai 2012 in Doha (Landesrekord)
  - 3000 Meter (Halle): 7:39,81 min, 10. Februar 2013 in Gent (Landesrekord)
- 5000 Meter: 13:17,97 min, 27. April 2015 in Manama